# Andrew Maynard
Andrew Lester Maynard (ur. 8 kwietnia 1964 w Laurel) – amerykański bokser wagi półciężkiej i junior ciężkiej, mistrz olimpijski z Seulu (1988), brązowy medalista igrzysk panamerykańskich w Indianapolis (1987).
Dwukrotny mistrz Stanów Zjednoczonych w wadze półciężkiej. W 1987 zdobył złoty medal, pokonując w finałowej walce Bomaniego Parkera. Rok później wywalczył tytuł po wygranej w decydującym pojedynku z Josephem Pembertonem.
W 1987 roku uczestniczył w igrzyskach panamerykańskich w Indianapolis. W ćwierćfinale pokonał Argentyńczyka Oscara Gonzaleza, zaś w półfinale został pokonany przez Kubańczyka Pablo Romero, zdobywając ostatecznie brązowy medal.
W 1988 roku wystąpił w igrzyskach olimpijskich w Seulu. Pokonał najpierw Mika Masoe, następnie zaś Lajosa Erősa. W półfinale wygrał z Henrykiem Petrichem, natomiast w walce finałowej zwyciężył Nurmagomieda Szanawazowa, zdobywając mistrzostwo olimpijskie.
W latach 1989–2000 stoczył 40 walk na zawodowym ringu. Wygrał 26 z nich, w tym 21 przez nokaut. 16 października 1992 roku przegrał z Francuzem Anacletem Wambą pojedynek o zawodowe mistrzostw świata wagi junior ciężkiej.